# كاربينيتو ديلا نورا
كاربينيتو ديلا نورا (بالإيطالية: Carpineto della Nora)‏ هي بلدية في مقاطعة بسكارا في إقليم أبروتسو الإيطالي.

## السكان
في سنة 1861 بلغ عدد السكان 1٬213 نسمة، وتطور العدد ليصل في سنة 2018 لـ 606 نسمة.
يظهر هذا المخطط البياني تطور النمو السكاني لـ كاربينيتو ديلا نورا